# Oswin (prénom)
Pour les articles homonymes, voir Oswin.
Oswin est un prénom masculin anglais. 

## Étymologie
Oswin est dérivé de l'anthroponyme anglo-saxon Óswin(e), composé de l'élément ós, qui fait référence aux « Ases », et de l'élément wine (proto-germanique : *winiz) signifiant « ami ».

## Popularité
Tombé en désuétude comme la plupart des anthroponymes anglo-saxons après la conquête normande de l'Angleterre, il revient à la mode dans le monde anglo-saxon au XIXe siècle mais reste peu fréquent.
En dehors des pays anglo-saxons, le prénom Oswin se rencontre surtout en Afrique anglophone, notamment en Tanzanie.

## Personnages historiques
Par ordre chronologique
- Oswin de Deira (mort en 651), roi anglo-saxon de Deira ;
- Oswin de Kent, roi de Kent de la fin du VIIe siècle ;
- Oswin (mort en 761), noble anglo-saxon qui s'opposa au roi de Northumbrie Ethelwald.

## Personnalités contemporaines
Par ordre alphabétique
- Oswin Gibbs-Smith (en) (1901–1969), ecclésiastique britannique, archidiacre de Londres et doyen de Winchester ;
- Oswin Mascarenhas (en) (né en 1927), universitaire pakistanais ;
- Oswin Williams (en) (né en 1986), footballeur trinidadien.